# أبرشية الرومان الكاثوليك في كيتابانغ
أبرشية الرومان الكاثوليك في كيتابانغ (بالإنجليزية: Roman Catholic Diocese of Ketapang)‏ هي أبرشية تقع في إندونيسيا في . يقدر عدد سكانها بـ 431,000 نسمة .